# 크레이그 올레이닉
크레이그 올레지닉(Craig Olejnik, 1979년 6월 1일 ~ )은 캐나다의 배우이다. 《리스너》에서 토비 로건 (Toby Logan) 역으로 잘 알려져 있다.

## 출연 작품
- 리스너 5 (2014)
- 리스너 4 (2013)
- 리스너 3 (2012)
- 리스너 1 (2009)
- 플라워와 가닛 (2002)
- 13 고스트 (2001)
- 마가렛의 박물관 (1995)